# Louisa Altenhuber
Louisa Altenhuber (* 24. Juli 1995) ist eine österreichische Ruderin.

## Karriere
Louisa Altenhuber wurde bei den Ruder-Europameisterschaften 2018 zusammen mit Laura Arndorfer Neunte im Leichtgewichts-Doppelzweier. Bei den Olympischen Sommerspielen 2020 belegte sie mit Valentina Cavallar in der Regatta mit dem Leichtgewichts-Doppelzweier den 14. Platz. Mit Lara Tiefenthaler wurde sie in der gleichen Bootsklasse bei den Europameisterschaften 2023 Achte. Das Duo ging im gleichen Jahr auch bei den Weltmeisterschaften in Belgrad an den Start. Bei den Olympischen Spielen 2024 in Paris wurden Tiefenthaler und Altenhuber als Vierte des B-Finales Zehnte der Gesamtwertung.